# Zmeu
Lo Zmeu è una creatura della mitologia rumena

## Caratteristiche
Lo Zmeu è un essere sovranaturale con aspetto di un zmey capace di maneggiare armi.
Può volare e trasformarsi in diverse creature. 
In alcune storie è descritto come uno spirito del fuoco. Muore sempre per mano di un cavaliere errante.
Spesso invece è descritto come uno spirito malvagio della religione pagana.

## Amori
Ama le ragazze giovani e belle, che rapina e rapisce per sposarle. 
Spesso lo Zmeu ruba oggetti costosi, che soltanto il principe può riprendere. 
Solitamente risiede in un altro mondo.
Come l'orco, la femmina dello Zmeu preferisce sequestrare le madamigelle per essere la regina del suo regno.
Spesso prende la forma di una fiamma per entrare nella stanza di una giovane, e, una volta entrato, la seduce.